# Klaus Reblin
Klaus Reblin (* 23. Oktober 1932 in Steinau an der Oder) ist ein deutscher evangelisch-lutherischer Theologe und Autor.

## Leben und Werk
Klaus Reblin wurde im schlesischen Steinau an der Oder geboren, heute Ścinawa in Polen. Sein Vater Kurt Reblin (–1970) war von 1930 bis 1945 Pfarrer im schlesischen Prausnitz. Nach der Flucht erhielt er als sogenannter Ostpfarrer eine Pfarrstelle in der ev.-lutherischen Gemeinde St. Cosmas und Damian Marienrode bei Hildesheim, die er von 1946 bis 1969 innehatte. Klaus Reblin  besuchte das Gymnasium Josephinum Hildesheim bis zum Abitur und studierte dann von 1952 bis 1957 evangelische Theologie in Göttingen und  Heidelberg. Im Frühjahr 1957 legte er das Erste Theologische Examen ab, 1960 folgte das zweite Examen in der Ev.-luth. Landeskirche Hannovers.
Nach seiner Ordination trat Reblin seine erste Stelle als Gemeindepastor in Aurich an. Von 1964 bis 1970 war er Studienleiter an der Evangelischen Akademie Bad Boll. Für den 11. Februar 1968 lud Reblin den Studentenführer Rudi Dutschke in die Akademie ein, um einen Vortrag zu halten und an einer Diskussion mit Ernst Bloch über Revolution in Deutschland teilzunehmen. Diese Veranstaltung war umstritten, Reblin hatte die Einladung auch nicht mit seinem Chef abgestimmt.
Von 1970 bis 1982 war Reblin dann Hauptpastor an St. Katharinen in Hamburg. 1974 begründete er dort zusammen mit Pastoren der vier anderen Hauptkirchen Hamburgs die Initiative Kirche für die Stadt. Damit sollten die Kirche nicht nur sonntags für die Predigt geöffnet sein, sondern auch unter der Woche mit vielfältigen Angeboten in die Stadtgesellschaft wirken.
Anschließend war er von 1982 bis 1984 Generalsekretär des Deutschen Evangelischen Kirchentages. Der von ihm mitorganisierte Evangelische Kirchentag 1983 in Hannover war vom NATO-Doppelbeschluss und der Friedensbewegung bestimmt. Nach diesem Amt ging er zurück nach Hamburg, wo er von 1984 bis zu seinem Ruhestand 1995 Pastor an St. Johannis-Harvestehude war. 1987 promovierte er an der Universität Kiel mit einer Arbeit über Franziskus von Assisi.

## Schriften (Auswahl)
- Wer aber Gott finden will. Gütersloher Verlagshaus Mohn, Gütersloh 1979, ISBN 978-3-579-03726-4.
- Mit Wolfgang Teichert: Gottescourage. Geschichten vom ganz anderen Leben der Heiligen. Kreuz-Verlag, Stuttgart 1981, ISBN 978-3-7831-0627-5.
- Freund und Feind. Franziskus von Assisi im Spiegel der protestantischen Theologiegeschichte. Vandenhoeck und Ruprecht, Göttingen 1988, ISBN 978-3-525-56530-8.
- Franziskus von Assisi. Der rebellische Bruder. Vandenhoeck und Ruprecht, Göttingen 2006, ISBN 978-3-525-60429-8.
- Drachentöter, Sternegucker und schöne Frauen. Heiligenlegenden neu gelesen. Kreuz, Hamburg 2018, ISBN 978-3-946905-48-6.